# 2-Metil-1-pentanol
2-Metil-1-pentanol (IUPAC name) je organsko hemijsko jedinjenje. On se koristi kao rastvarač i intermedijar u proizvodnji drugh hemikalija.